# Kråkan och Mamma Mu
Kråkan och Mamma Mu var SR:s julkalender 1990.

## Handling
Mamma Mu bor i bondens ladugård, och inte långt från granen har Kråkan har sitt bo högst upp i toppen. De träffas varje dag och är goda vänner trots att de är så olika. Kråkan hävdar att han inte är rädd av sig, men plötsligt dyker Storkråkan upp och knycker de köttbullar som barnen tappat i gräset
Mamma Mu berättar för Kråkan om vad som sker inne i kons magar när mjölken blir vit. Kråkan undrar varför den inte blir grön mjölk, då kor äter gräs som är grönt, och han bestämmer sig då för att skriva en bok om det.

## Medverkande
- Jujja Wieslander - Mamma Mu
- Anders Ågren - Kråkan

## Papperskalender
Kalendern illustrerades av Sven Nordqvist visar Kråkans kråkbo där han har bland annat grovsnus, albyl och en tändsticksask från Solstickan.

## Utgivning
Samma år utkom även tal och sånger från kalendern på kassettband.

### Fotnoter
1. ↑  ”Svensk mediedatabas”. http://smdb.kb.se/catalog/search?q=%22Kr%C3%A5kan+och+Mamma+Mu%22+typ%3Aradio&sort=OLDEST. Läst 5 april 2011.
2. ↑  ”1990, Kråkan och Mamma Mu”. Sveriges Radio. http://sverigesradio.se/barn/julkalendrar/1990.stm. Läst 30 augusti 2015.
3. ↑  ”Julkalendrar”. Arkiverad från originalet den 27 oktober 2014. https://web.archive.org/web/20141027034154/http://helgo.net/emma/julkalendrar.php?y=1990&t=radio. Läst 2 april 2011.
4. ↑  ”Svensk mediedatabas”. http://smdb.kb.se/catalog/id/001483917. Läst 5 april 2011.
5. ↑  ”Svensk mediedatabas”. http://smdb.kb.se/catalog/id/001483918. Läst 5 april 2011.